# قوانین مربوط به سوءاستفاده جنسی از کودکان
قوانین مربوط به سوءاستفاده جنسی از کودکان بسته به تعریف محلی هر کشور از کودک و آنچه که سوءاستفاده جنسی از کودکان دانسته می‌شود، متفاوت است. در بیشتر کشورها تعریفی برای سن قانونی ارائه شده‌است که رابطهٔ جنسی با فرد خردسال یا پایین‌تر از سن قانونی جرم دانسته می‌شود. از آنجا که سن قانونی مربوط به رفتارهای جنسی، از کشوری به کشور دیگر متفاوت است در نتیجه تعریف سوءاستفاده جنسی هم متفاوت است. اگر یک بزرگسال با یک فرد زیر سن قانونی دخول داشته باشد در برخی کشورها تجاوز قانونی نام می‌گیرد.
پیمان‌نامه حقوق کودک یا (CRC) یک معاهده جهانی است که در آن به نگهبانی از حقوق کودکان توجه می‌شود. در ماده‌های ۳۴ و ۳۵ این معاهده به نگهبانی از کودکان در برابر هرگونه سوءاستفاده و بهره‌برداری جنسی پرداخته می‌شود. تن‌فروشی کودکان، پورنوگرافی کودکان، ربودن و فروش کودکان همگی در این مقالات پوشش داده می‌شوند و ممنوع دانسته می‌شوند.
۱۹۵ کشور از جمله همهٔ کشورهای عضو سازمان ملل غیر از ایالات متحده آمریکا و سودان جنوبی این معاهده را تصویب کردند.

## در کشورها

### آمریکا
سوءاستفادهٔ جنسی از کودکان در آمریکا مصداق کودک‌آزاری است که از ۱۹۷۳ با این عنوان دانسته شده و در همهٔ ایالت‌ها غیرقانونی است. قوانین مربوط به کودک آزاری در میان ایالت‌های مختلف متفاوت است.

### بریتانیا
در بریتانیا قانون مربوط به توهین و تجاوز جنسی در سال ۲۰۰۳ بازنویسی شد و تعریف‌ها و جریمه‌های مربوط به توهین جنسی به کودکان در آن آورده شد که در انگلستان، ولز و ایرلند شمالی اجرا می‌شوند. در سال ۲۰۰۷ قوانینی مشابه در این زمینه در اسکاتلند تصویب شد.

### زامبیا
در ۳۰ ژوئن ۲۰۰۸ تصمیمی از سوی یک قاضی، فیلیپ موسوندا، گرفته شد که در اثر آن به دختری که از سوی معلمش دچار آزاری جنسی شده بود مبلغ ۴۵ میلیون کواچای زامبیا پرداخت شود دلیل پرداخت این بود که آن دختر معلم را به دادگاه کشانده بود. این نخستین بار در زامبیا است که یک خردسال در برابر متجاوز پیروز شده‌است.